# Hypodacne edithae
Hypodacne edithae is een keversoort uit de familie dwerghoutkevers (Cerylonidae). De wetenschappelijke naam van de soort werd in 1897 gepubliceerd door Edmund Reitter.